# Acordulecera arcticornis
Acordulecera arcticornis – gatunek błonkówki z rodziny Pergidae.

## Taksonomia
Gatunek ten został opisany w 1903 roku przez Friedricha Konowa. Jako miejsce typowe podano Vilcanota w Peru. Lektotypem była samica. 

## Zasięg występowania
Ameryka Południowa, znany tylko z Peru.